# Taxa de falso positivo
Em estatística, ao realizar comparações múltiplas, a taxa de falsos positivos (também conhecida como proporção de falsos positivos, taxa de falsos alarmes, ou ainda proporção de falsos alarmes) é a probabilidade de rejeitar falsamente a hipótese nula para um teste específico. A taxa de falsos positivos é calculada como a razão entre o número de eventos negativos erroneamente categorizados como positivos (falsos positivos) e o número total de eventos negativos (independentemente da classificação).
Em geral, a taxa de falsos positivos refere-se à expectativa da proporção de falsos positivos.

## Definição
A taxa de falsos positivos é definida como {\displaystyle {\text{TFP}}={\frac {\mathrm {FP} }{\mathrm {FP} +\mathrm {VN} }}}
onde {\displaystyle \mathrm {FP} } é o número de falsos positivos, {\displaystyle \mathrm {VN} } é o número de verdadeiros negativos e {\displaystyle N=\mathrm {FP} +\mathrm {VN} } é o número total de casos negativos.
O nível de significância utilizado para testar cada hipótese é definido com base na forma de inferência (inferência simultânea vs. inferência seletiva). 
Vale a pena salientar que as duas definições (proporção de falsos positivos e taxa de falsos positivos) são intercambiáveis. Por exemplo, no artigo referenciado,  {\displaystyle V/m_{0}} representa a "taxa" de falsos positivos ao invés da sua "proporção".